# Aeroporto di Barranquilla-Ernesto Cortissoz
L'Aeroporto di Barranquilla-Ernesto Cortissoz (IATA: BAQ, ICAO: SKBQ), noto con il nome commerciale di Aeroporto Internazionale Ernesto Cortissoz (in spagnolo: Aeropuerto Internacional Ernesto Cortissoz), è un aeroporto civile e militare situato nei pressi del Mar dei Caraibi nell'estrema parte settentrionale della Colombia, nel dipartimento dell'Atlantico, a 12 chilometri dalla città di Barranquilla. È intitolato al pioniere dell'aviazione colombiana Ernesto Cortissoz (1884-1924).
È base per Avianca.